# Swoosh

Nike Swoosh, được thiết kế bởi Carolyn Davidson và sử dụng bởi Nike, Inc.

Swoosh, là một logo của hãng giày thể thao và trang phục sản xuất bởi Nike, Inc.. Ngày nay, nó trở thành một trong những logo thương hiệu dễ nhận biết nhất trên thế giới, và lợi nhuận cao nhất, với $26 tỉ. 

Giáo sư Trường doanh nghiệp Harvard, Stephen A. Greyser, mô tả biểu tượng như "cuộc sống, biểu tượng sống động của công ty."

Bill Bowerman và Phil Knight thành lập Nike vào 25 tháng 1 năm 1964 với tên Blue Ribbon Sports (BRS). Sau đó đổi tên thành Nike, Inc. Vào 30 tháng 5 năm 1971, công ty áp dụng Swoosh như logo chính thức trong cùng năm. Carolyn Davidson, một sinh viên tại Portland State University, người đã tạo ra logo, cố gắng truyền tải chuyển động trong thiết kế của nó. Nó còn tượng trưng cho đôi cánh của Nike, Thần chiến thắng của Hy Lạp, từ đó công ty lấy cái tên này.

Logo đã trải qua thay đổi nhỏ từ thiết kế gốc vào năm 1971, ngày nay thường được xem như swoosh đơn, mặc dù trong phần lớn lịch sử của nó, logo kết hợp cùng với tên NIKE bên cạnh Swoosh. Trong những năm gần đây, màu đỏ và màu trắng được sử dụng trên logo, mặc dù hiện tại hầu hết các swoosh đều có màu đen rất được phổ biến.

Swoosh xuất hiện cùng với nhãn hiệu "Just Do It" từ năm 1988. Bên cạnh đó, cả hai đã làm nên thương hiệu của Nike, và trở thành bộ mặt của công ty. 